# Arteveldehogeschool

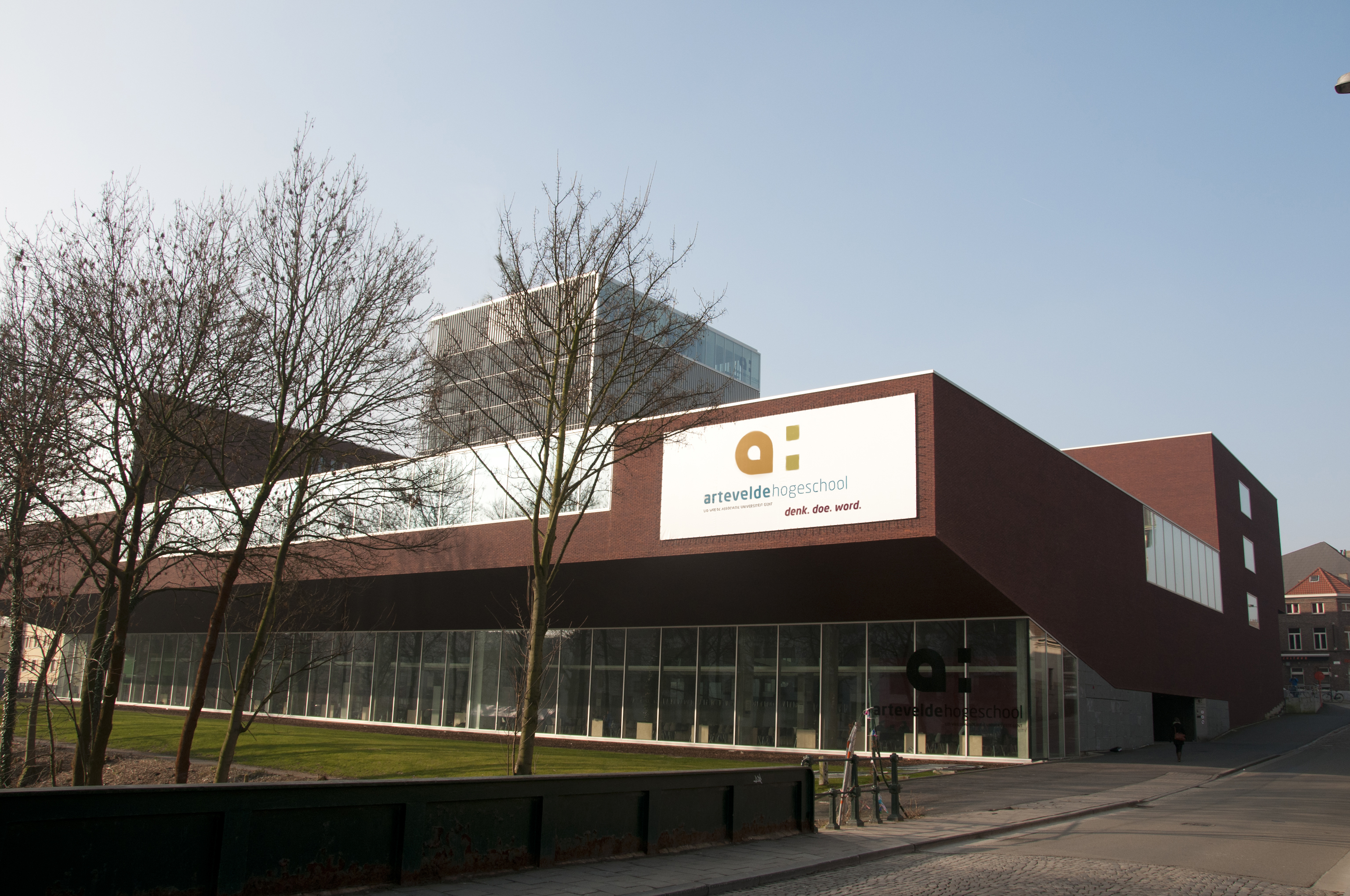
Campus Kantienberg Arteveldehogeschool

Arteveldehogeschool is een katholieke hogeschool. Arteveldehogeschool in Gent biedt diverse bacheloropleidingen aan, alsook bachelor-na-bacheloropleidingen, postgraduaten en bijscholingen en studiedagen.

## Geschiedenis
De school is op 31 december 2000 ontstaan uit de fusie van vier Gentse katholieke hogescholen:
- de Hogeschool voor Economisch en Grafisch Onderwijs (EGON)
- de Katholieke Hogeschool voor Gezondheidszorg Oost-Vlaanderen (KaHoG)
- de Katholieke Hogeschool voor Lerarenopleiding en Bedrijfsmanagement (KLBO)
- de Sociale Hogeschool KVMW Gent

In 2003 werd de Associatie Universiteit Gent opgericht, waar Arteveldeschool deel van uitmaakt. In 2023 werd bekendgemaakt dat de Arteveldehogeschool gaat samenwerken met Hogeschool Odisee.

## Studentenaantal
Op het moment van de fusie in 2000 telden deze hogescholen samen ongeveer 6.700 studenten en bijna 800 medewerkers en was Arteveldehogeschool de op twee na grootste hogeschool in Vlaanderen. Op 1 januari 2022 telde de school meer dan 15.000 studenten en 1.700 personeelsleden.

## Campussen
Verspreid over Gent heeft Arteveldehogeschool dertien campussen:
- Campus Brusselsepoortstraat
- Campus Goudstraat
- Campus Hoogpoort
- Campus Kantienberg
- Campus Kattenberg
- Campus Leeuwstraat
- Campus Mariakerke
- Campus Oudenaarde
- Campus Sint-Amandsberg
- Campus Sint-Annaplein
- Campus Stropkaai
- Campus Watersportbaan
- Campus Zwijnaardsesteenweg